# Aquaplanage
 (avril 2013).
Si vous disposez d'ouvrages ou d'articles de référence ou si vous connaissez des sites web de qualité traitant du thème abordé ici, merci de compléter l'article en donnant les références utiles à sa vérifiabilité et en les liant à la section « Notes et références ».

Panneau A4 de signalisation de chaussée glissante en France.

Panneau de signalisation de chaussée glissante en Allemagne.

L'aquaplanage,, (francisation de l'anglais « aquaplaning », du verbe to aquaplane signifiant « glisser sur l'eau » ; le terme anglais est souvent utilisé), ou hydroplanage (ou hydroplaning), est un phénomène qui se produit quand au moins une roue d'un véhicule perd de l'adhérence par rapport au sol en glissant sur une surface aqueuse (flaques d'eau, chaussée mouillée ou verglacée, etc.). Ce phénomène peut aussi être dû à la présence d'huile ou d'hydrocarbure sur la chaussée qui réduisent le coefficient d’adhérence.
L'aquaplanage n'affecte pas seulement les véhicules, car ce phénomène est mis à profit dans certains sports, par exemple, lors de la pratique du skimboard où la planche doit glisser sur une mince couche d'eau par-dessus le sable pour être efficace.

## Facteurs
L'aquaplanage se produit souvent lorsque l'eau de pluie s'accumule dans les ornières ou lorsqu’un orage éclate après une longue saison sèche pendant laquelle des hydrocarbures (huile, carburant, gomme, etc.) se sont accumulés sur la chaussée. Les principaux facteurs qui interviennent dans le cas d'un véhicule sur roues sont :
- la qualité de l'enrobé de la route ainsi que la forme de celle-ci[a]. Le rainurage des pistes de certains aéroports, en améliorant l'évacuation des liquides, évite la création de flaques d'eau qui pourraient provoquer l'aquaplanage des aéronefs surtout à atterrissage[5] ;
- la quantité d'eau ou de verglas qui se trouve sur la route ;
- la vitesse du véhicule ;
- l'aptitude du pneu à évacuer l'eau grâce à un dessin approprié des sculptures et une largeur adaptée au véhicule[6]. L'usure ayant tendance à réduire la profondeur des rainures, réduit aussi la capacité du pneu à rouler sur une route mouillée[7] ;
- l'efficacité des amortisseurs qui assurent le contact continu route/pneu quel que soit l'état de la route.

## Conseils
Avant toute chose, et pour éviter au maximum ce type d'incident, il faut rouler à une vitesse respectant les limites d'adhérences du véhicule en toute situation.
En cas d'aquaplanage, pour garder le contrôle du véhicule, il faut éviter toute accélération, freinage ou changement de direction qui risque de réduire l’adhérence, déjà précaire, du véhicule. Désactiver le régulateur de vitesse qui peut être induit en erreur par le manque d'adhérence d'une ou de plusieurs roues,.